# Лачин
Лачин або Бердзор (азерб. Laçın, курд. Laçîn, вірм. Լաչին, dawniej Բերձոր, Berdzor) — місто в Лачинському районі Азербайджану. Розташоване на лівому березі річки Акарі, на південно-західних схилах Карабаського хребта, на автодорозі Ханкенді — Ґоріс.

## Історія
До 17 століття на місці сучасного містечка існувало невелике вірменське поселення, відоме як Бердадзор (вірм. Բերդաձոր), згодом закинуте. Знелюднені терени міста пізніше були заселені курдськими племенами, що відбудували містечко, використовуючи каміння з руїн старішого поселення. Нове містечко дістало назву Абдалар (курд. Abdallar), на честь одного з уйгурських племен.
У 1923 увійшло до складу Азербайджанської РСР як частина Курдистанського повіту, де курдське населення (переважно, курманджи) мало культурну автономію, а вже 1926 року дістало назву Лачин (курд. Laçîn).
У 1929 році усі курдські школи було зачинено, а повіт скасовано. У 1930 році містечко входило до складу Курдистанського округу. Його створення мало несприятливий вплив на відносини між радянською владою та Туреччиною, тож округ було скасовано менш, ніж за місяць по його створенню. Після згортання коренізаційної політики у 1930-их роках, курдське населення містечка було вигнано з Азербайджану та Вірменії до Центральної Азії (насамперед, до Казакстану), а в місті лишилося переважно азербайджанське та вірменське населення.
З 1991 року місто перебуває у складі Азербайджану, де стало адміністративним центром Лачинського району.
У 1992 році в ході Першої Карабаської війни місто було захоплене так званою так званою «Нагірно-Карабаською Республікою» за підтримки Вірменії. У ході боїв за місто азербайджанське населення зазнало грабунків з боку вірменських сил, а їхні будинки було спалено. Також повідомлялося про жертви серед вірменського населення, що намагалося покинути місто та втекти до Вірменії, але було вбите бойовиками ультраправої пантюркської організації «Сірі Вовки». За свідченнями канадського журналіста, станом на 1993 рік у Лачині не залишилося жодної цілої будівлі.
З 1992 до 2022 роки Лачин перебував під контролем невизнаної Нагірно-Карабаської Республіки. Азербайджанське населення було або вигнане, або змушене покинути місто. До 2022 року місто мало назву Бердзор (вірм. Բերձոր) та мало статус «районного центру» Кашатазького району. Неподалік від міста діяла єдина у Карабасі «міжнародна автомобільна митниця», через яку можна було в'їхати до невизнаної держави.
У грудні 2020 року Лачинський коридор, що проходив через місто і з'єднував невизнану республіку з Вірменією, було повернуто під контроль Азербайджану. Після поновлення збройних зіткнень у 2021 році, «влада» Нагірно-Карабаської Республіки закликала жителів покинути місто до 25 серпня 2022 року. Місцеві мешканці перед від'їздом спалювали свої будинки. Азербайджан оглосив про повернення міста під контроль 26 серпня 2022 року.

## Галерея

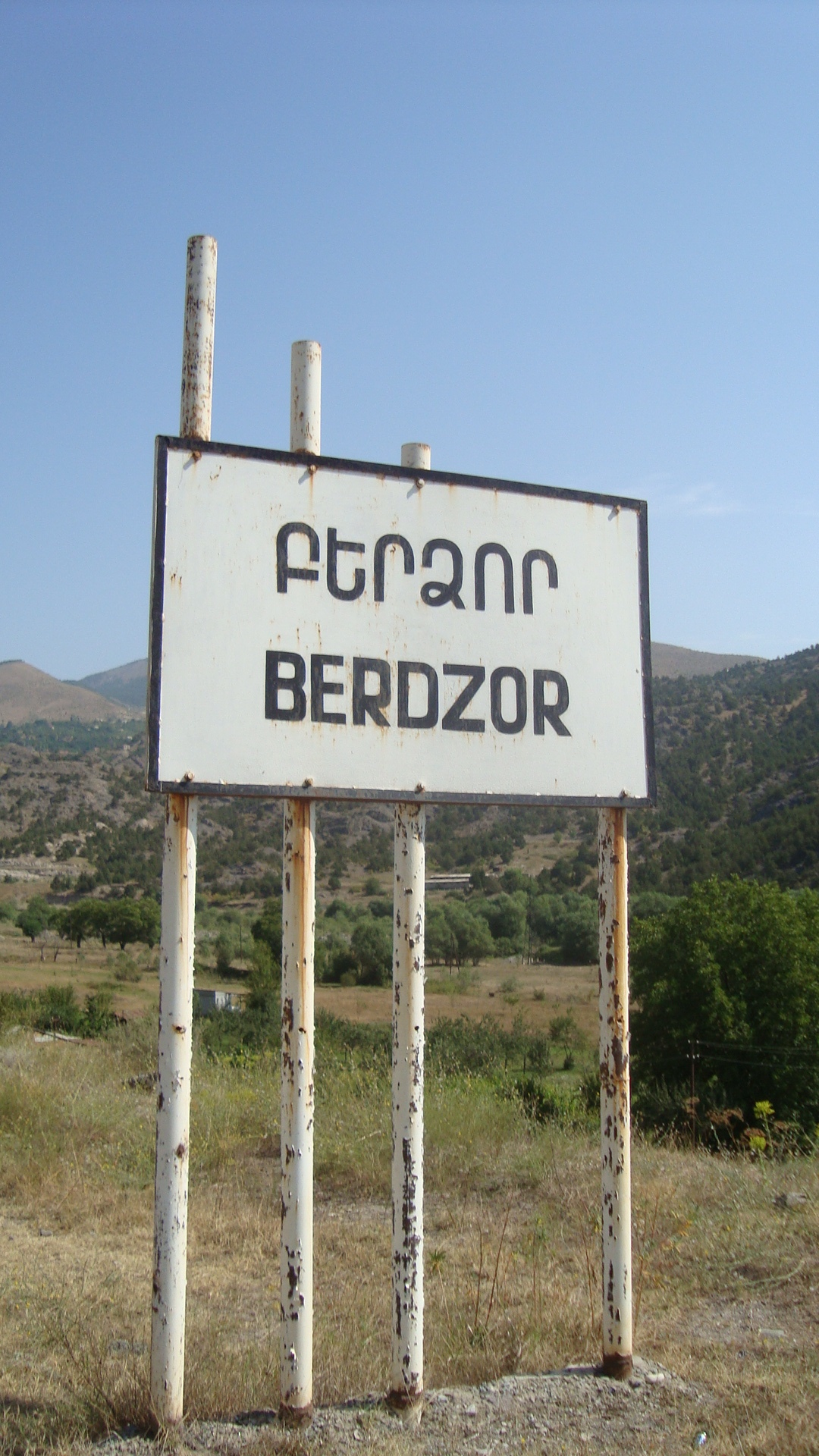
Табличка при в'їзді до міста
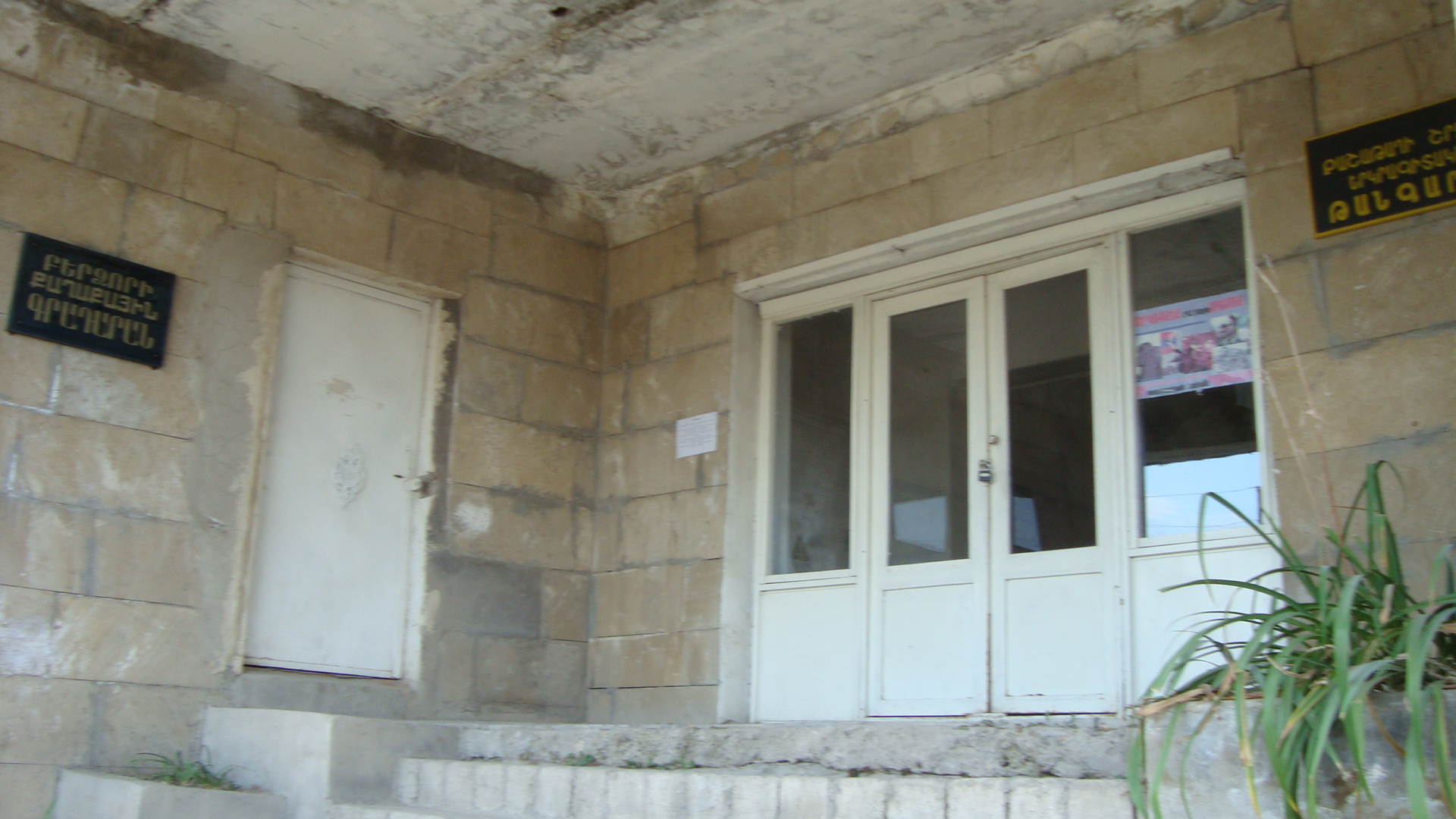
Вхід до бібліотеки (зліва) та музею
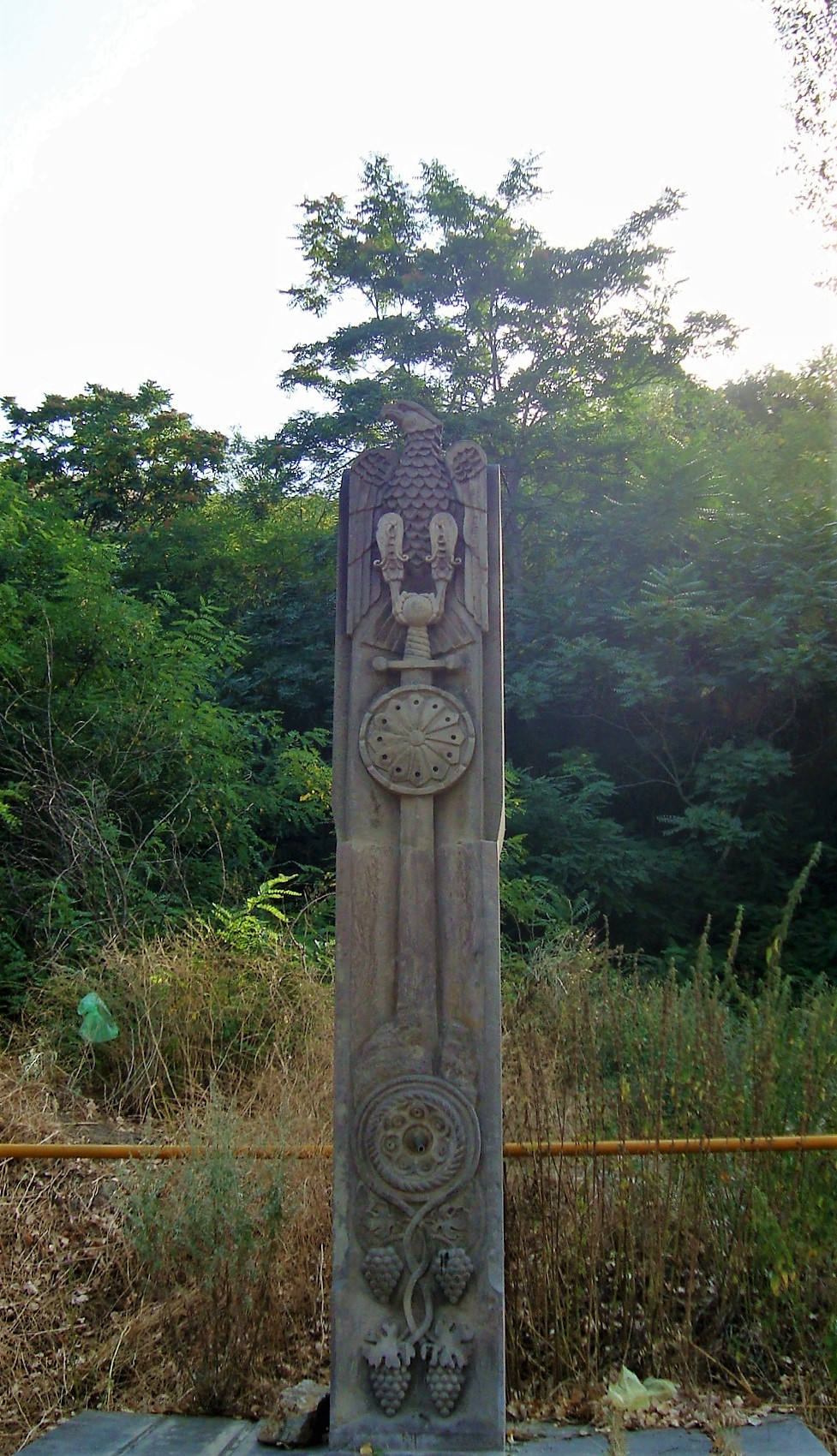
Пам'ятник ЗС СРСР
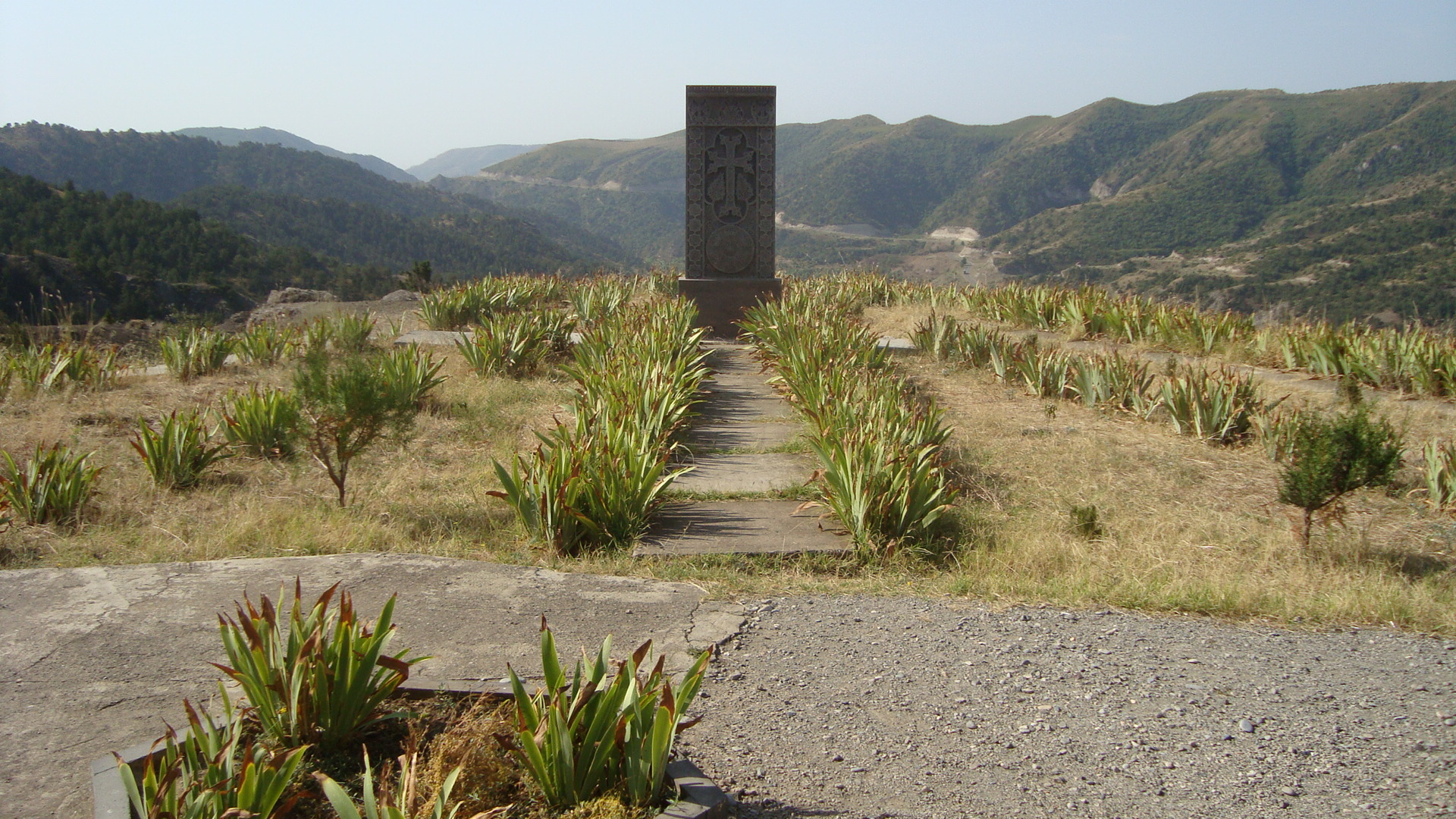
Хачкар
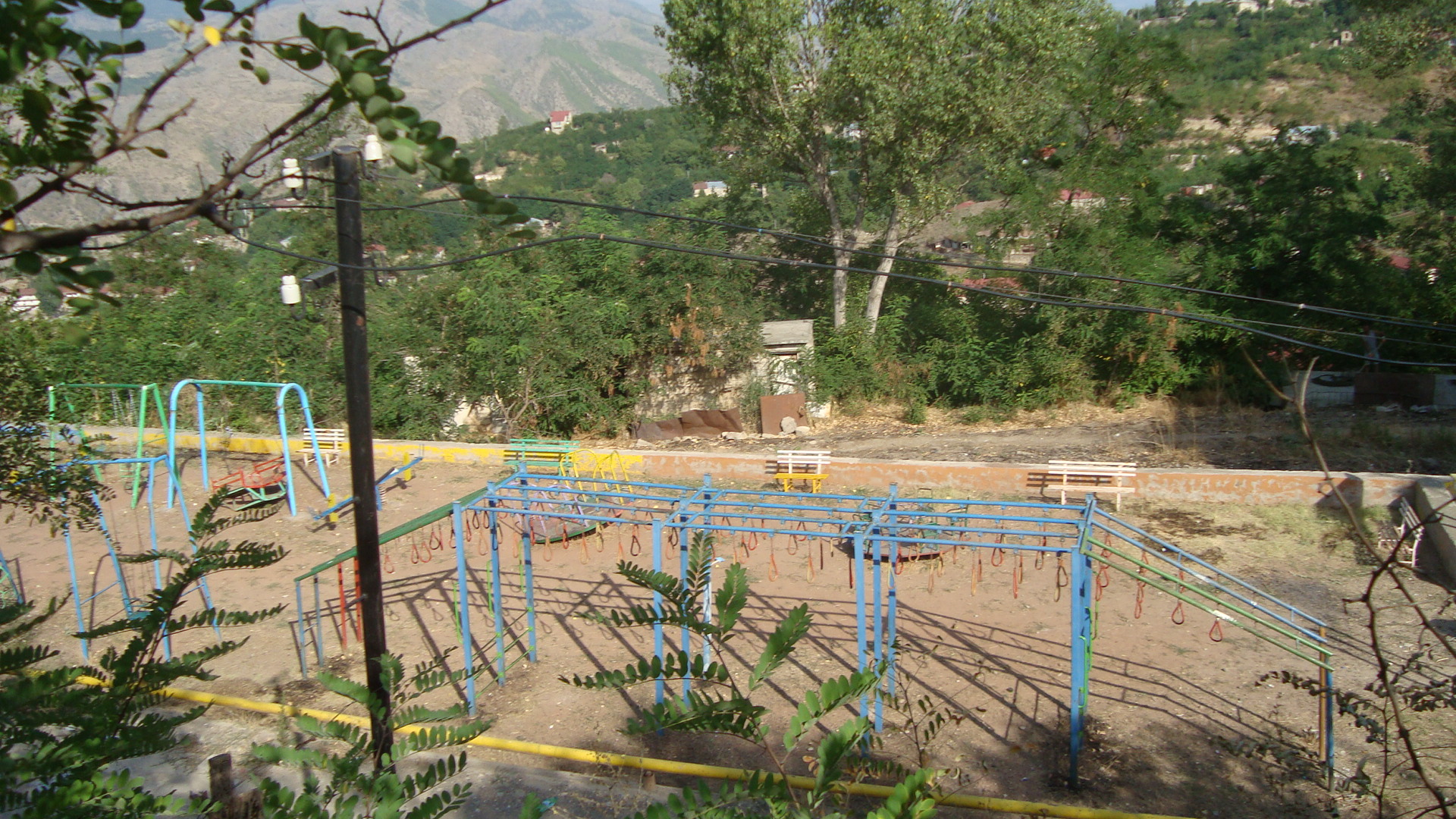
Дитячий майданчик
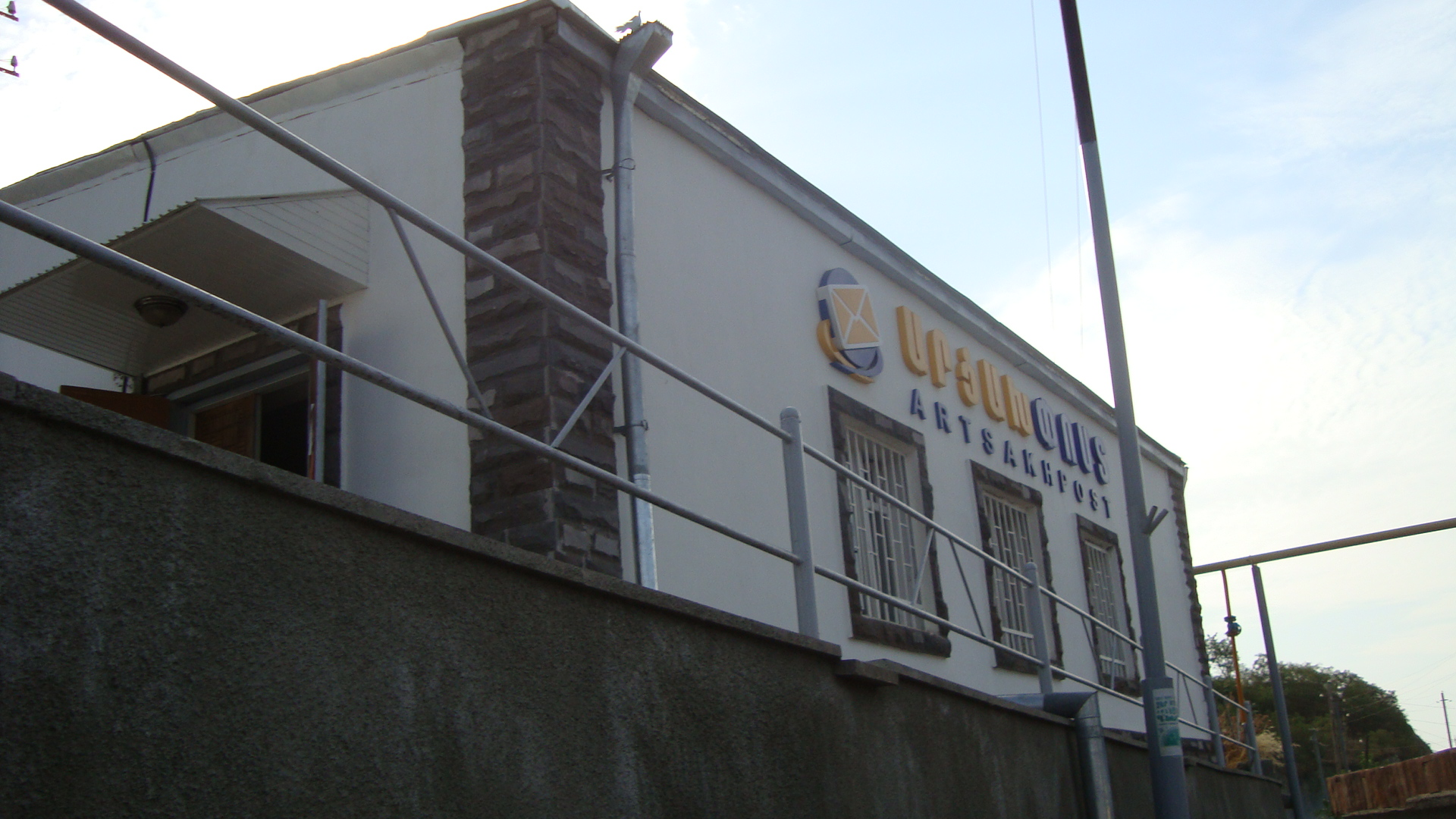
Будівля Арцахпошти, оператора поштового зв'язку окупаційної влади Вірменії
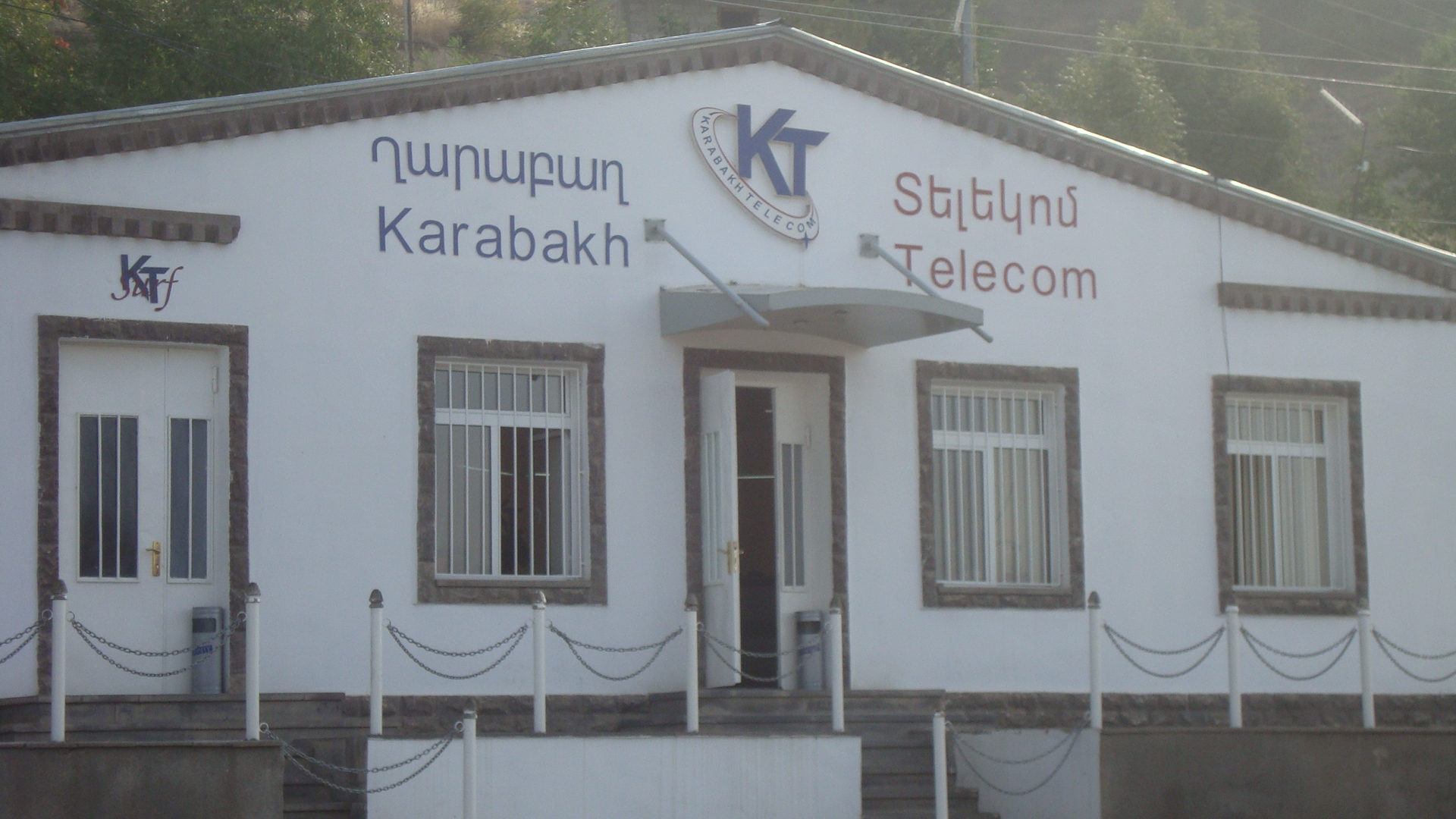
Будівля КарабахТелекому, вірменського оператора мобільного зв'язку
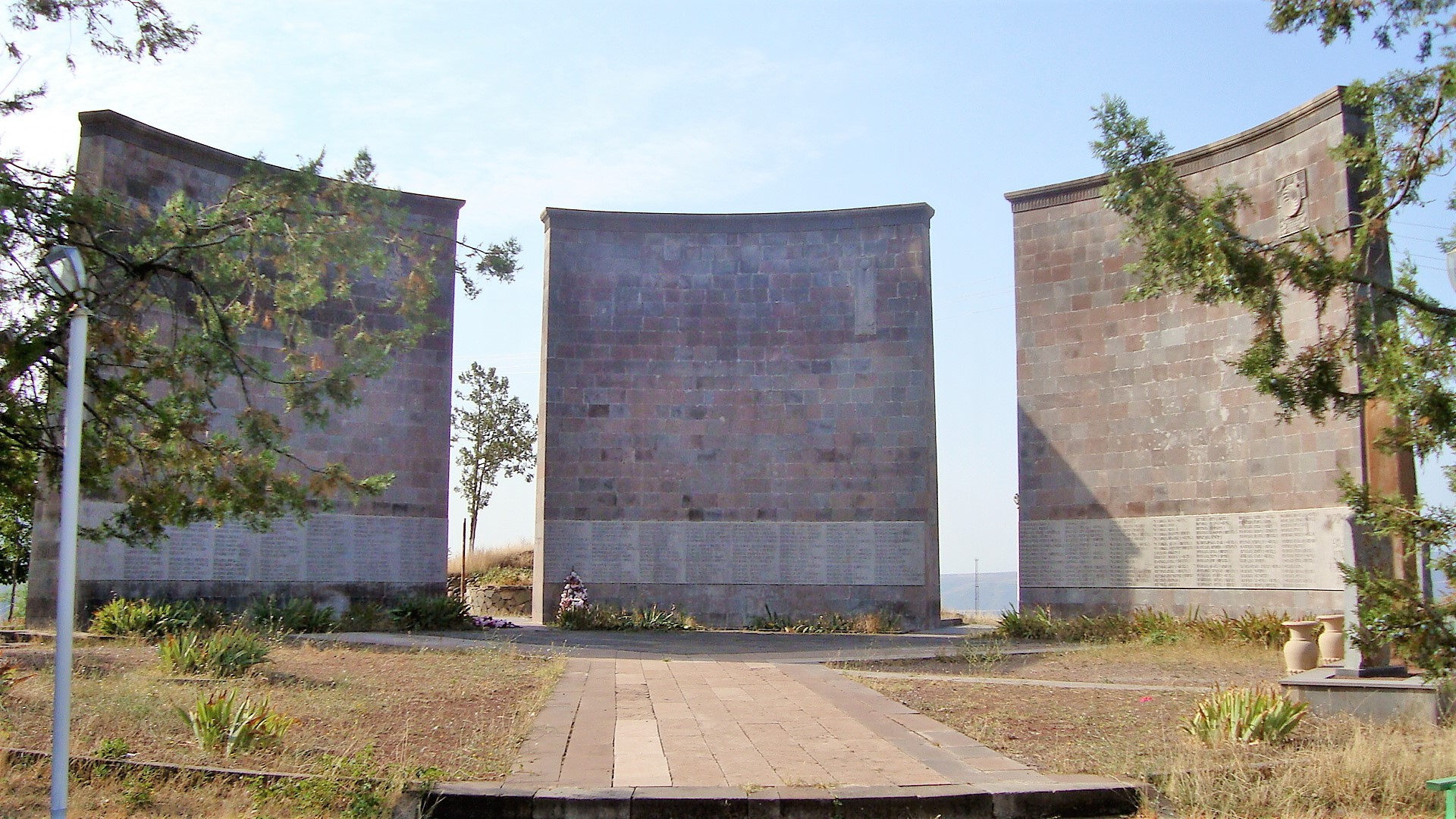
Великий монумент воїнам ЗС СРСР у міському парку
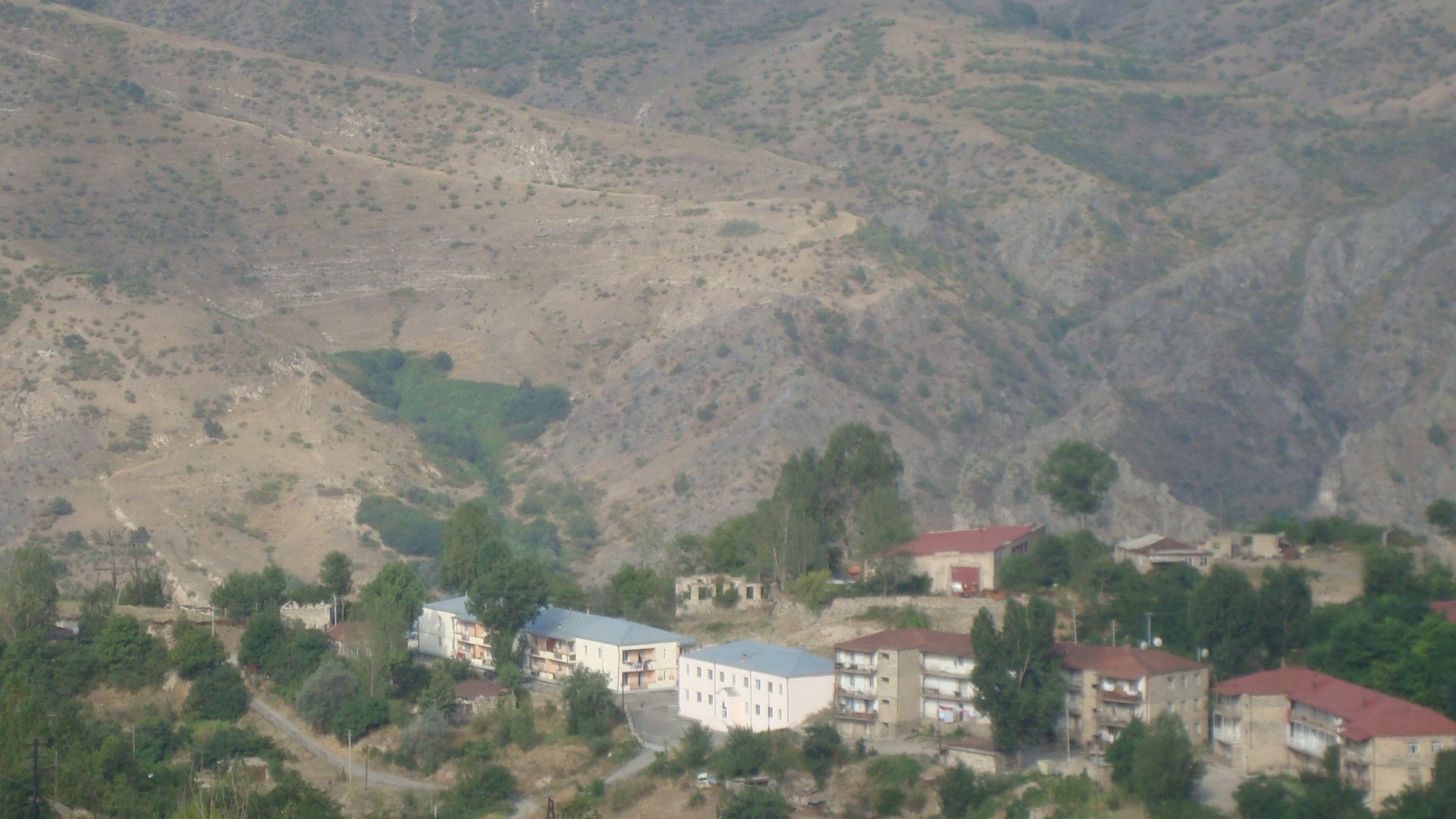
Краєвид на місто
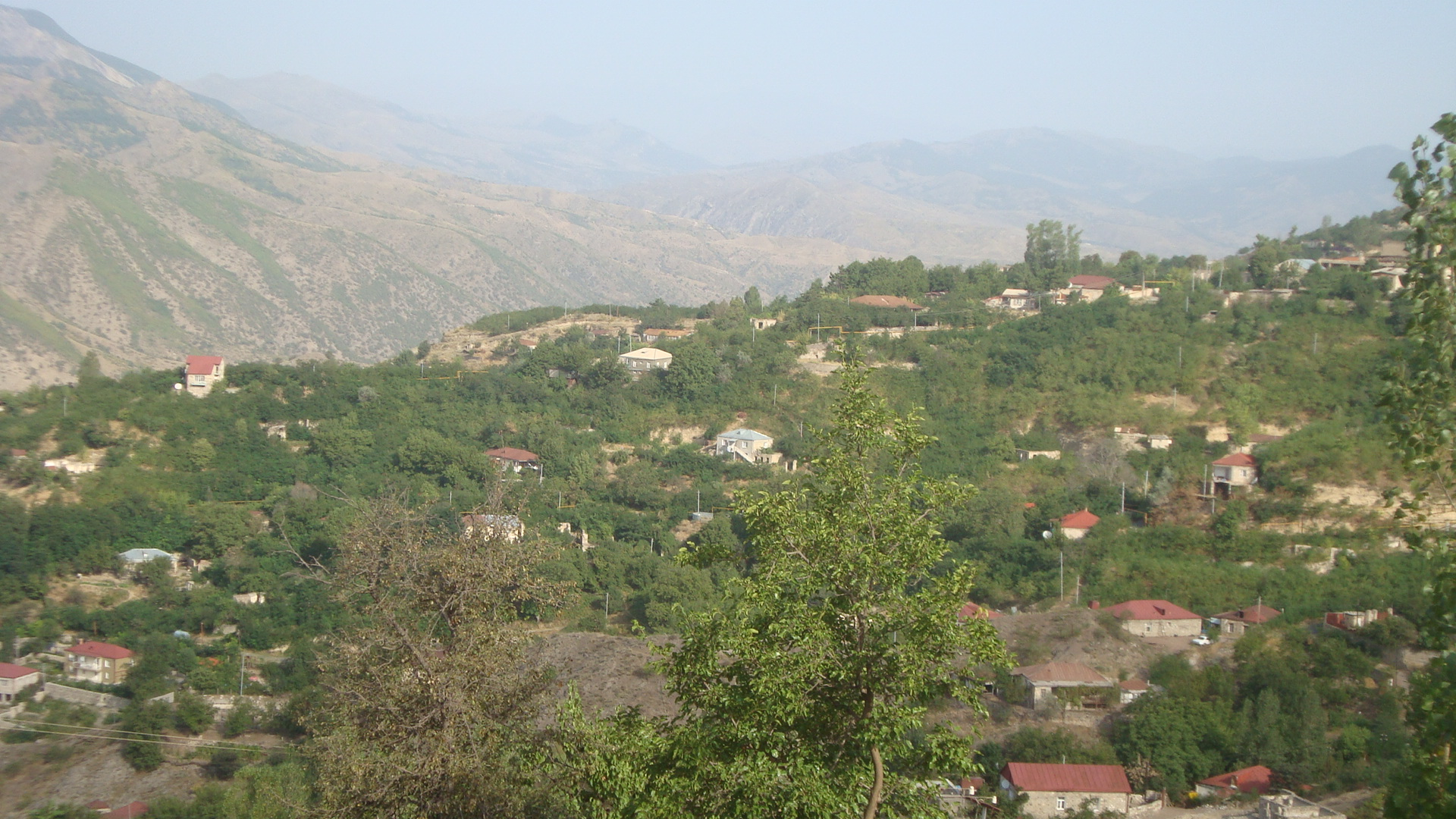
Краєвид на місто
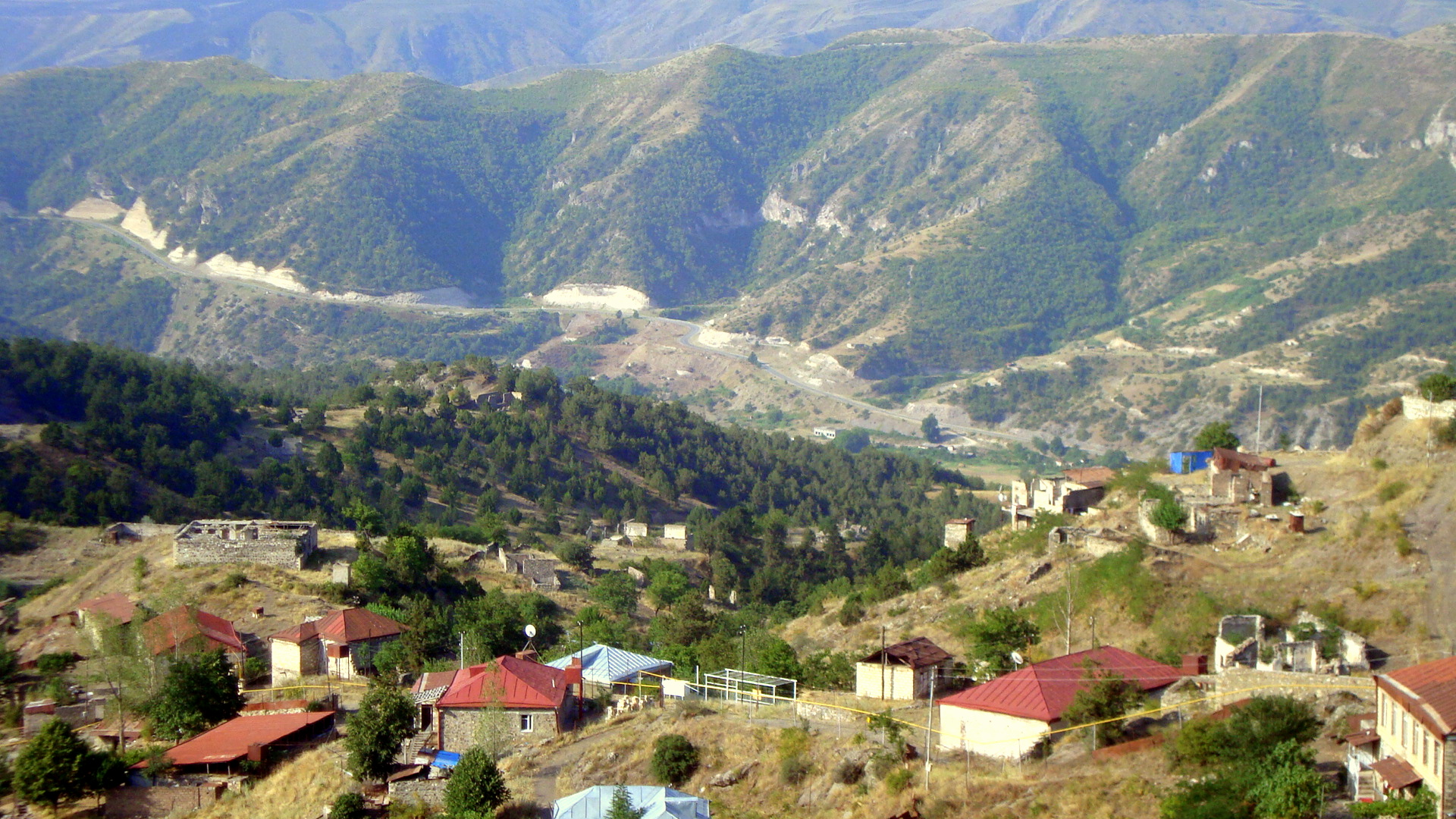
Краєвид на місто
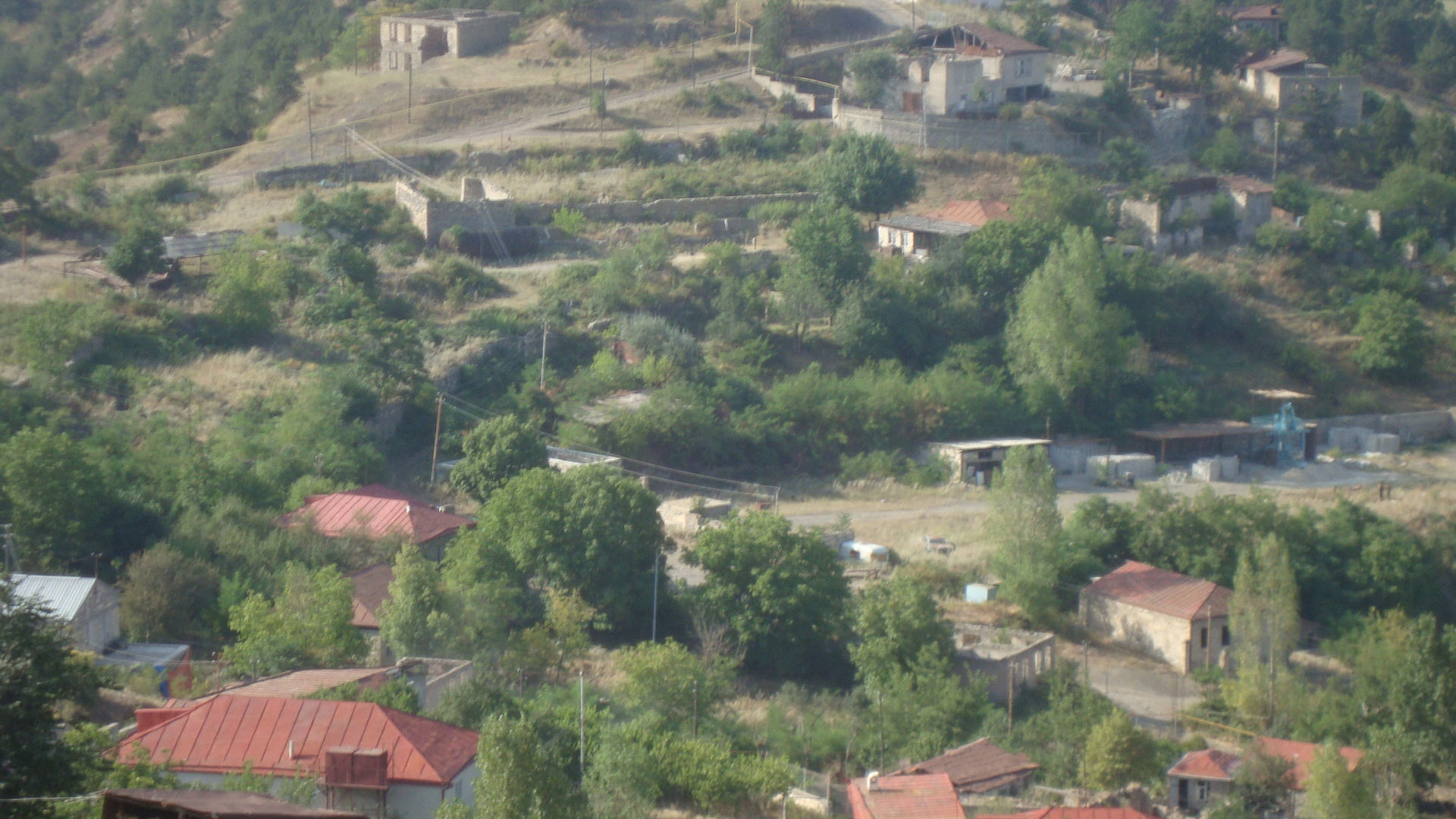
Краєвид на місто
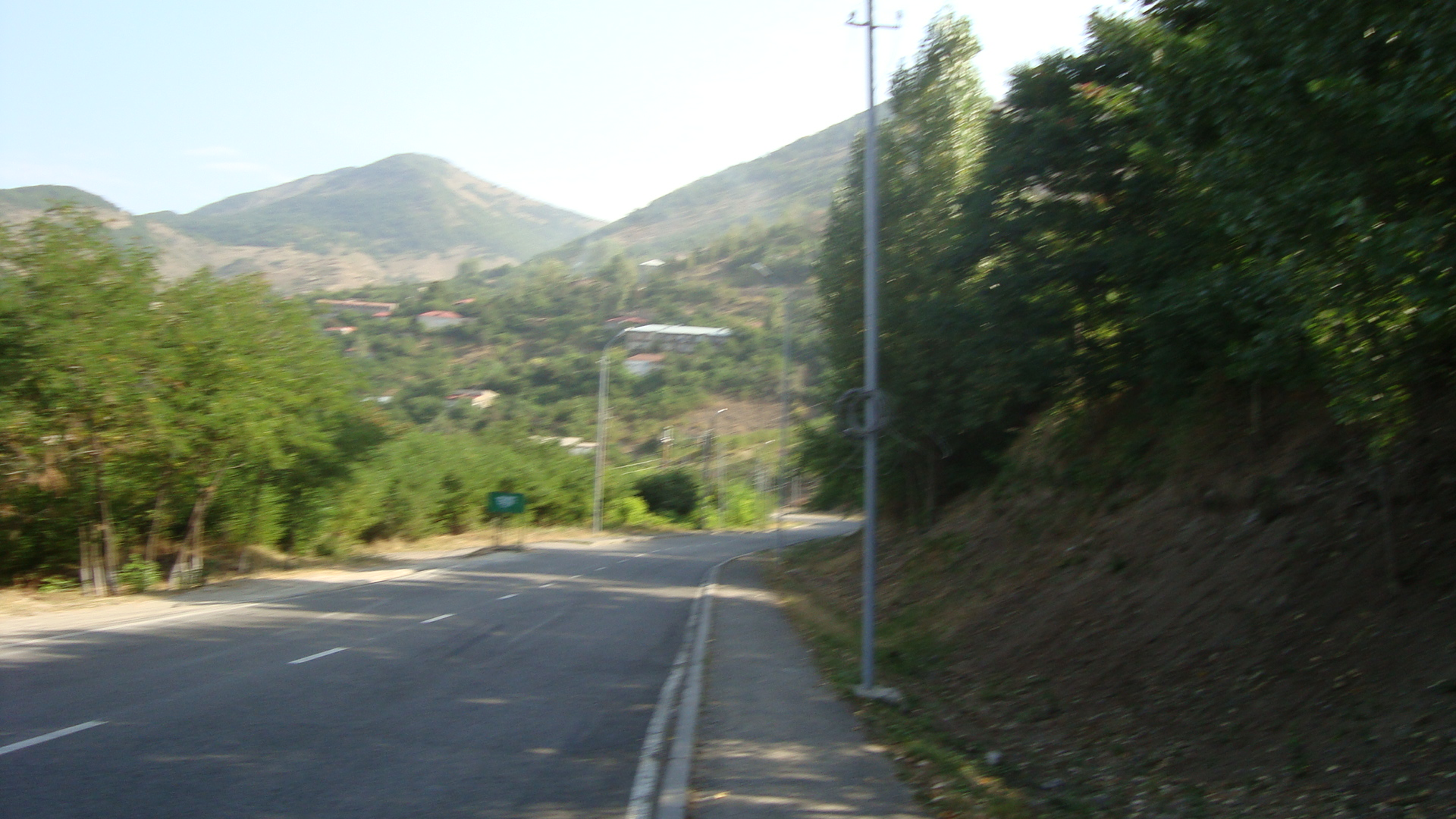
Головна дорога, що серпантином протягається через усе місто
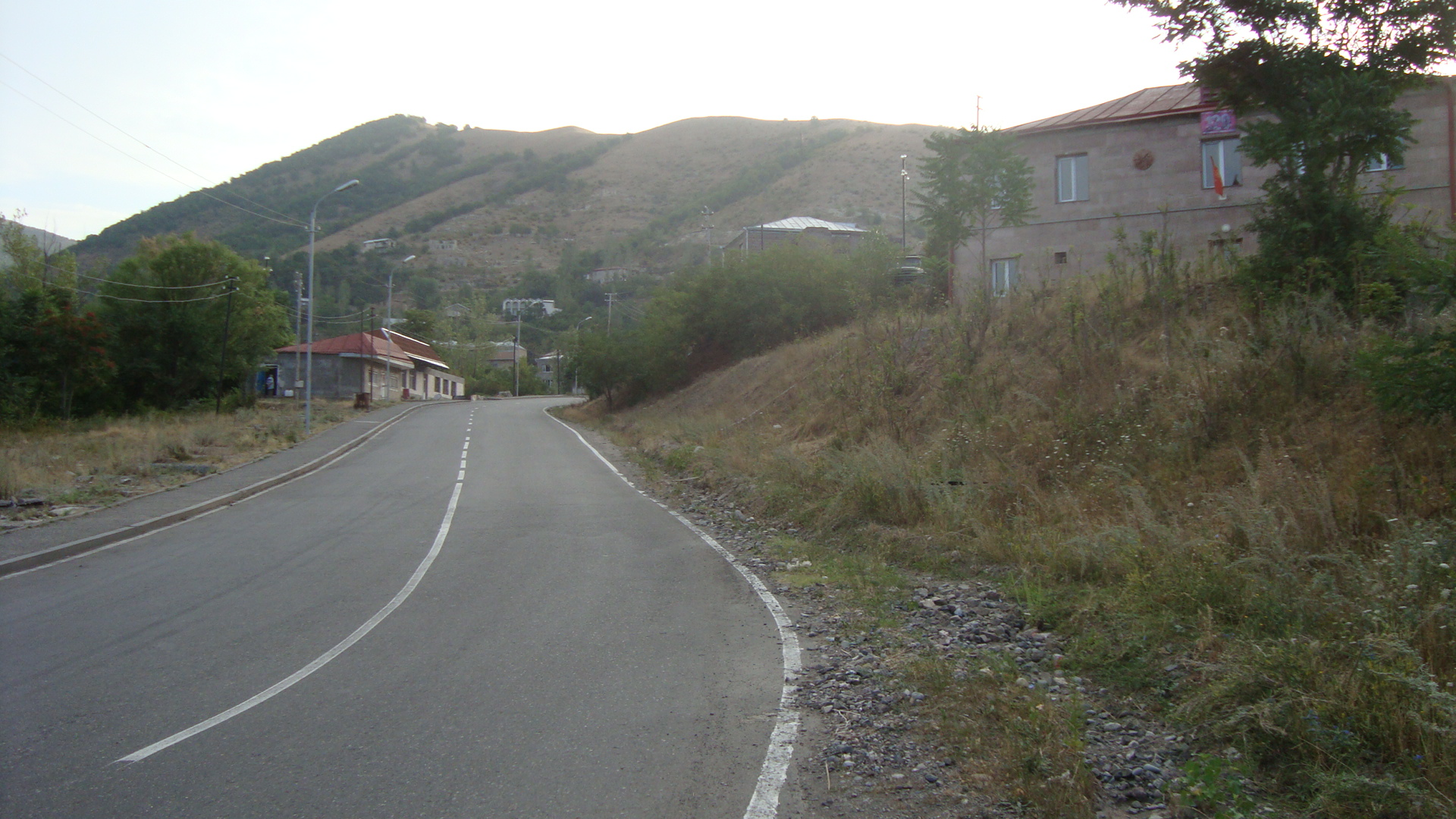
Головна дорога, що серпантином протягається через усе місто